# Ambasciata delle Due Sicilie in Russia
L'Ambasciata delle Due Sicilie in Russia era la missione diplomatica del Regno delle Due Sicilie presso l'Imperatore di tutte le Russie e l'Impero russo, con sede nell'allora Pietroburgo.

## Storia
Le prime missioni furono delle brevi legazioni ereditate dal Regno di Napoli. La missione fu poi elevata al rango di ambasciata, con la presenza di un ministro plenipotenziario. Erano presenti anche un consolato a Pietroburgo ed Odessa.

## Cronologia dei diplomatici

### Regno di Napoli
- Muzio da Gaeta, duca di San Nicola (26 agosto 1779 - 10 settembre 1783)[1]

### Regno delle Due Sicilie

#### Legazione di Pietroburgo
| Nome e Cognome                                   | Rango diplomatico              | Accreditamento    | Termine           | Note  |
| ------------------------------------------------ | ------------------------------ | ----------------- | ----------------- | ----- |
| Antonino Maresca, duca di Serracapriola          | Ministro plenipotenziario      | luglio 1782       | 22 novembre 1822  | [ 2 ] |
| Nicola Maresca Donnorso di Serracapriola         | Incaricato d'affari ad interim | 22 novembre 1822  | 2 maggio 1824     |       |
| Giuseppe Costantino Ludolf                       | Ministro plenipotenziario      | 2 maggio 1824     | 20 dicembre 1832  | [ 3 ] |
| Paolo Ruffo di Bagnara, principe di Castelcicala | Ministro plenipotenziario      | 20 dicembre 1832  | 1835              |       |
| Georg Wilding, principe di Radali e Butera       | Ministro plenipotenziario      | 1835              | 6 settembre 1841  |       |
| Salvatore Grifeo di Palagonia                    | Incaricato d'affari            | 6 settembre 1841  | 1843              |       |
| Carlo Ruffo di Castelcicala                      | Ministro plenipotenziario      | 1843              | 26 settembre 1848 |       |
| Gennaro Capece Galeota della Regina              | Incaricato d'affari            | 26 settembre 1848 | 25 gennaio 1850   |       |
| Gennaro Capece Galeota della Regina              | Ministro plenipotenziario      | 25 gennaio 1850   | 20 marzo 1861     |       |
| Fine del Regno delle Due Sicilie                 |                                |                   |                   |       |

#### Consolato di Pietroburgo
- Francesco Raddi (1816 - 1820)
- Carlo Luntz (1832 - 1855)
- Filippo Evangelista (1855 - 1856)
- Carlo Rauch (1856 - 1860)